# Datu Piang
Datu Piang is een gemeente in de Filipijnse provincie Maguindanao op het eiland Mindanao. Bij de laatste census in 2007 had de gemeente bijna 50 duizend inwoners.

## Geografie

### Bestuurlijke indeling
Datu Piang is onderverdeeld in de volgende 16 barangays:
| - Ambadao - Balanakan - Balong - Buayan - Dado - Damabalas - Duaminanga - Kalipapa | - Kanguan - Liong - Longanan - Magaslong - Masigay - Montay - Poblacion - Reina Regente |

## Demografie
Datu Piang had bij de census van 2007 een inwoneraantal van 49.971 mensen. Dit zijn -17.332 mensen (-25,8%) meer dan bij de vorige census van 2000. De gemiddelde jaarlijkse groei komt daarmee uit op -4,02%, hetgeen lager is dan het landelijk jaarlijks gemiddelde over deze periode (2,04%). Vergeleken met de census van 1995 is het aantal mensen met -5.133 (-9,3%) toegenomen.

De bevolkingsdichtheid van Datu Piang was ten tijde van de laatste census, met 49.971 inwoners op 302,97 km², 164,9 mensen per km².